# Lądowisko Promnik
Lądowisko Promnik – śmigłowcowe lądowisko wielofunkcyjne w Rudzie Tarnowskiej, w województwie mazowieckim, położone w gminie Wilga, ok. 30 km na południowy zachód od Garwolina. Lądowisko należy do rezydencji Prezydenta Rzeczypospolitej Polskiej.
Lądowisko zostało zarejestrowane w 2012. Figuruje w ewidencji lądowisk Urzędu Lotnictwa Cywilnego.